# Agostinho Neto Airport
Agostinho Neto Airport är en nedlagd flygplats i närheten av Ponta do Sol på ön Santo Antão i Kap Verde.
Trots att Santo Antão är Kap Verdes näst största ö så har den ingen fungerande flygplats. Den nedlagda flygplatsen var ofta utsatt dåligt väder med kraftiga vindar. Den hade en asfalterad landningsbana på endast 650 meter och kunde inte byggas ut.
Den 7 augusti 1999 förolyckades en 
Dornier 228 under en flygning från São Vicente till Santo Antão när den inte kunde landa på grund av dåligt väder. Planet kraschade mot ett berg och samtliga 18 ombord dödades. Flygplatsen lades ned kort tid senare.
Kontrolltornet finns kvar men är starkt förfallet och intill landningsbanan finns en fotbollsplan och liten fyr.